# Барти
Барти (пол. Barty, нім. Barten) — село в Польщі, у гміні Залево Ілавського повіту Вармінсько-Мазурського воєводства.
Населення — 194 особи (2011).
У 1975-1998 роках село належало до Ольштинського воєводства.

## Демографія
Демографічна структура станом на 31 березня 2011 року:
|          | Загалом | Допрацездатний вік | Працездатний вік | Постпрацездатний вік |
| -------- | ------- | ------------------ | ---------------- | -------------------- |
| Чоловіки | 110     | 23                 | 76               | 11                   |
| Жінки    | 84      | 16                 | 44               | 24                   |
| Разом    | 194     | 39                 | 120              | 35                   |